# Santa Maria Patrona di Lucera
Santa Maria Patrona di Lucera è il titolo principale con cui viene venerata l'icona trecentesca della Madonna patrona della città di Lucera, assieme ai compatroni San Francesco Antonio Fasani e San Rocco, e della diocesi di Lucera-Troia. Venerata nel suo santuario basilica cattedrale, l'effigie fu donata da Carlo II d'Angiò. Si tratta di una statua lignea della Vergine Bruna, seduta sul trono, che cinge con il braccio sinistro il Bambin Gesù, rientrante tra le immagini mariane ritenute miracolose dalla Santa Sede e per questo incoronata con triplice corona nel 1806. La sua memoria viene festeggiata nella tre giorni 14-15-16 agosto, nelle cosiddette feste d'agosto.

## Le origini del culto
Secondo la tradizione storiografica, prima dell'anno 60 d.C. l'apostolo Pietro, di passaggio per la Puglia, avrebbe fatto sosta anche a Luceria, città romana, fondando una comunità cristiana  e battezzando tutti i suoi membri nelle acque del torrente Vulgano, compreso il lucerino Basso, presunto primo vescovo della città. Basso, uomo pieno di zelo, sarebbe stato martirizzato sotto l'imperatore Traiano (112 circa). Dopo anni di silenzio, tra il 251 e il 253 papa Cornelio I mandò a Lucera il vescovo Pardo. Al contrario di Basso, per il quale non ci è pervenuto alcun racconto agiografico, neppure sulla sua presunta traslazione da Lucera a Termoli, quel che sappiamo di Pardo ci è noto grazie a due vite: l'anonima "Vita brevior" (circa X secolo) e la "Vita prolixior" (circa X-XI secolo) del levita larinese Radoyno. In esse però non viene mai indicato come vescovo di Lucera. Le due vita gli attribuiscono l'edificazione di due chiese di grandi dimensioni nei pressi delle mura della città: gli storici locali, basandosi su mere congetture, pretendono di riconoscere l'una nell'antica chiesa dedicata a S. Giacomo Magg. Ap. (identificandola con quella un tempo sita in piazza S. Giacomo); l'altra nell'antica chiesa di S. Maria della Spiga, edificata probabilmente sui resti di un tempio romano, a nord del centro storico. Rimasto per molti anni a far vita eremitica in una celletta, ivi si sarebbe spento il 17 ottobre 265.
Prima della presa bizantina del 663, il vescovo si trasferì a Lesina. I corpi dei santi vescovi sarebbero poi stati trafugati: San Pardo destinato a Larino e lo stesso sarebbe accaduto per San Basso a Termoli, sulla scorta di quanto narrato nelle due Vite di Pardo.
Nel 743, arrivò in città il vescovo Marco II, il quale poi partecipò al Concilio di Roma del 22 marzo 744, chiedendo a papa Zaccaria aiuti e preghiere per il popolo lucerino. Al suo ritorno a Luceria, avrebbe portato con sé i monaci benedettini e una statua bizantina della Vergine Maria,  la quale sarebbe poi stata collocata su un altare all'interno dell'antica cattedrale, e invocata come protettrice della città.
Nel IX secolo la cattedrale di Santa Maria possedeva anche un bosco detto di Santa Maria di Lucera.
Nel 1182 la Santa Sede autorizzò la costruzione a Lucera di una chiesa dedicata a Santa Maria, in un fondo nel tenimento di San Giacomo, affidata ai padri Benedettini.
La venerazione dell'icona bizantina continuò fino all'avvento di Federico II e dei suoi seguaci, i saraceni. Nel 1223, difatti, l'imperatore deportò a Lucera numerosi musulmani, lasciandoli liberi di professare la propria religione. Il colpo fu duro per la cristianità locale, che vide improvvisamente scomparire tutto quello che aveva costruito nei secoli. Anche le chiese furono abbandonate e furono costruite moschee. La città fu detta Lūǧārah, "Luceria Saracenorum". Secondo vari autori sei-settecenteschi, che si rifanno alla storiografia di parte guelfa del tempo, i dodici cristiani rimasti in città assieme al vescovo, subivano le molestie dei saraceni e temevano per la venerata statua della Vergine Maria. Fu così che, per paura di eventuali saccheggi, nascosero l'icona della protettrice in un posto sicuro, detto “Tribuna”, che si pensa fosse in un pozzo o in un sotterraneo fuori le mura della città.

## La Vergine angioina
I pochi cristiani rimasti riuscirono a tramandare la devozione alla Vergine, fino all'arrivo dei d'Angiò. Nell'agosto del 1300, in occasione del primo Giubileo della Chiesa Cattolica, indetto da Bonifacio VIII, il pio Carlo II d'Angiò decide di eliminare l'ultima roccaforte islamica nel suo Regno e organizzò la "Crociata Angioina". L'impresa, pianificata in gran segreto, è affidata ad un suo fedelissimo, il miles Giovanni Pipino da Barletta, Maestro Razionale della Magna Curia. Secondo gli storiografi locali d'età barocca, nel giorno 15 agosto, solennità dell'Assunta, Pipino avrebbe dato ordine ai suoi soldati di comunicarsi per prepararsi degnamente allo scontro, facendo atto di giuramento alla Beata Vergine che, se gli avesse concesso la vittoria, avrebbe dedicato al suo nome la città. Dopo un primo scontro vittorioso con i saraceni in armi, i soldati datisi al saccheggio, e frugando per ogni dove, trovano in una lammia sotterranea l'antica statua della Vergine, portandola in processione come segno di buon auspicio.Lūǧārah venne definitivamente conquistata con la forza e le ultime resistenze vinte il 24 agosto (festa di San Bartolomeo). La tradizione locale vuole che la Vergine Maria sia scesa in campo a favore dei d'Angiò, osteggiando le truppe saracene con immensi sciami di moscerini. Le mura e le moschee furono abbattute e i saraceni lucerini in parte massacrati e in gran parte espulsi, per essere poi catturati e venduti come schiavi, o costretti a convertirsi al Cristianesimo.

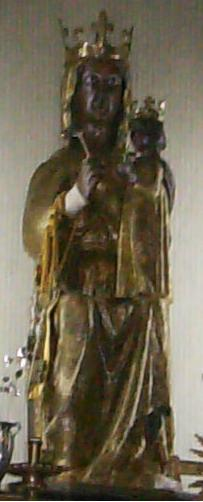
Icona di Santa Maria Patrona

Lucera, di lì a poco, fu ripopolata di abitanti cristiani provenienti dalle varie province peninsulari del Regno di Sicilia, specie dalla Calabria, e anche da fuori, e rinominata "Civitas Sanctae Mariae" (Città di Santa Maria). Venne fondata la Cattedrale dell'Assunta, la cui costruzione è attribuita a Pierre d'Angicourt. Anche lo stemma della città viene fatto risalire a questo periodo: un leone passante, che rappresenterebbe re Carlo II, tenente con le branche anteriori un vessillo con l'effigie della Vergine Patrona.
Nel 1304, Carlo II d'Angiò giunse a Lucera e, come vuole la tradizione, donò simbolicamente le chiavi della città alla statua della Vergine, alla quale sua moglie Maria d'Ungheria offrì una collana d'oro. La statua, in base alle recenti indagini storico-artistiche, è di fattura angioina, ascrivibile ai primi del '300 (probabilmente 1301), e quindi non può essere considerata la stessa statua, che secondo alcuni cronisti, fu nascosta nel periodo islamico. In onore dell'Assunta, invocata col titolo di Santa Maria Patrona di Lucera, Carlo II istituì la festa da celebrarsi ogni anno con la massima partecipazione del popolo. A tal proposito, alcuni storici locali sostengono che la statua fosse inizialmente invocata come Santa Maria della Vittoria, in ricordo della vittoria degli Angioini sui Saraceni, ma mancano fonti d'epoca ad avvalorare tale tesi; con tale titolo, a Lucera, è invece invocata l'icona trecentesca venerata nella chiesa di San Giacomo Apostolo.

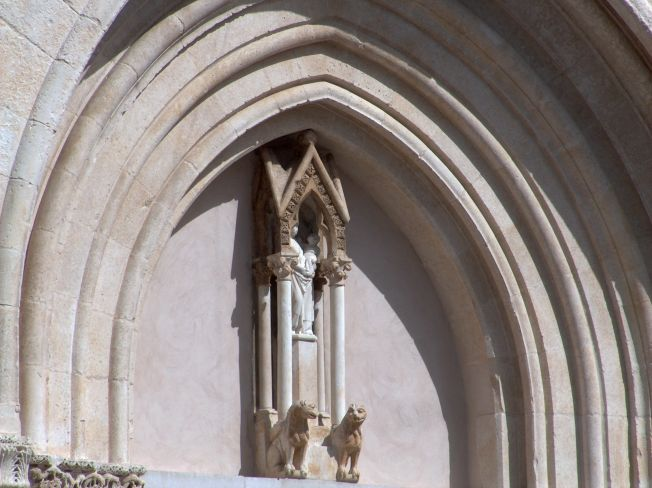
Basilica Cattedrale di Lucera - Particolare del portale con l'Immagine della Vergine

Per riportare la cristianità nella città, Roberto d'Angiò fece giungere da Avignone (al tempo sede papale) a Santa Maria il vescovo domenicano di origine dalmata Beato Agostino Casotti che in un solo anno riuscì a convertire il popolo lucerino. Morì il 3 agosto 1323, forse dopo essere stato vittima di un agguato. Con bolla pontificia del 4 aprile 1702, confermando un precedente Breve Apostolico di papa Giovanni XXII del 1326, papa Clemente XI lo proclamò Beato.
Successivamente, arrivarono a Santa Maria, altre tre icone della Vergine Maria, simili a quella della Patrona, che oggi sono collocate nelle più importanti parrocchie della città:
- Santa Maria della Vittoria, nella parrocchia di San Giacomo Maggiore Apostolo;
- Santa Maria della Misericordia, nella parrocchia di San Giovanni Battista;
- Santa Maria della Libera, nella parrocchia di San Matteo Apostolo al Carmine.

A queste si aggiunge una quarta icona della Vergine, di più recente ritrovamento, conservata nel Museo di Archeologia Urbana di Lucera.

## La protezione della Vergine
Il 4 dicembre 1456 un terrificante movimento tellurico sconvolse la Capitanata. La città di Nocera (Lucera) subì gravi perdite e danni (fra cui probabilmente la parte superiore del campanile del Duomo), ma restò in piedi, a differenza dei centri limitrofi andati completamente distrutti. La popolazione attribuì lo scampato pericolo alla protezione di Santa Maria Patrona.
A seguito del forte terremoto del luglio 1627 con epicentro San Severo, a differenza delle città vicine andate completamente distrutte, Lucera ebbe solo alcuni danni alle abitazioni. I lucerini sentirono la protezione di Santa Maria Patrona e il Decurionato volle donare 500 ducati al Capitolo della Cattedrale, affinché la cappella dedicata alla Vergine fosse arricchita.
Nel 1642 il viceré spagnolo Ramiro Guzman assegnò la città Lucera in feudo al conte Mattia Galasso, su ordine del re Filippo IV. La città subì quindi l'abolizione di tutti i privilegi conferitigli da Carlo II d'Angiò. I lucerini si rivolsero nuovamente a Santa Maria per chiedere la liberazione della città, che finalmente il 20 dicembre 1691 fu dichiarata “città libera, in virtù del potente patrocinio di Santa Maria.” Sul finire del 1600 fu realizzato un nuovo altare in marmo alla Vergine Patrona ad opera di Giovanni Reguzzino.
Il devastante terremoto del 1731 con epicentro Foggia, distrusse tutti i paesi della provincia di Lucera, che invece rimase inspiegabilmente in piedi. Anche in questo caso i lucerini vollero ringraziare la Madre Celeste istituendo il “terraggio di Santa Maria”. Fu infatti acquistato un terreno nell'agro di Mezzana Grande, con la cui rendita si sostenevano le spese per le festività d'agosto; per amministrare tale fondo fu istituito il comitato delle feste patronali.
Il lucerino san Francesco Antonio Fasani (1681 – 1742) era fermamente devoto alla Vergine Patrona di Lucera, anche se nel suo cuore preferiva invocarla quale Vergine Immacolata, facendo infatti realizzare da Giacomo Colombo una statua dell'Immacolata Concezione per la chiesa di San Francesco. Lo stesso si può dire del Servo di Dio Don Alessandro di Troja (1801-1834), che alla sua morte fu sepolto proprio ai piedi dell'altare della Vergine in Cattedrale, che in quell'anno venne dichiarata Basilica Minore.

Popolare raffigurazione di Santa Maria Patrona di Lucera

Nel 1799 Lucera attraversò il turbine degli eventi scaturiti dalla proclamazione della Repubblica Partenopea. La città fu raggiunta dal generale francese Guillaume Philibert Duhesme, che cercò di trattare pacificamente con il popolo lucerino, affinché accettasse l'ingresso delle sue truppe. L'ufficiale di marina, Eugéne Petit però venne ucciso e questo fece scaturire la rabbia dell'esercito, che decise di assaltare Lucera. Fu solo grazie all'intrepido coraggio della duchessa Maddalena Candida Mazzaccara che Lucera si salvò dal saccheggio. La duchessa infatti, uscì dalle mura della città in nome di Santa Maria Patrona, e consegnò le chiavi della città al generale, che concesse tre giorni di tregua, a patto che fossero uccisi gli attentatori. Allo scadere dei tre giorni, le porta della città vennero aperte e la duchessa accolse i francesi, seguita dal simulacro della Vergine, che venne esposto fuori porta Troia. Dehesme, nel vedere l'icona mariana, rimase scioccato, riconoscendola come "la Donna dal viso bruno e dagli occhi d'incisiva potenza, che quella notte gli era apparsa in sogno a dirgli che lasciasse salvo il suo popolo".
Per questo, nonostante l'esercito fosse pronto ad intervenire militarmente, Duhesme decide di rinunciare ai bellicosi propositi, entrando in città acclamato dalla folla. A ricordo di tale evento prodigioso fu opposta sulla facciata di Porta Troia una lapide. Nello stesso anno l'altare in marmo di Santa Maria Patrona fu trasferito all'altra estremità della navata e da allora ospitò la statua seicentesca del compatrono San Rocco da Montpellier, invocato tra il 1655 e il 1656 durante l'epidemia di peste che si abbatté sulla città: la poca mortalità venne vista come un fatto miracoloso. Al posto del vecchio altare fu sistemato un nuovo ed imponente altare in marmo ad opera di Domenico e Marino Palmieri, con angeli di Giuseppe Pagano.
A seguito dell'ennesimo terremoto del 1805, il 15 agosto 1806 l'icona trecentesca della Vergine venne incoronata con triplice corona d'oro dal Capitolo della basilica di San Pietro in Vaticano ed inserita fra le immagini più venerate e miracolose della Vergine. In tale occasione venne realizzato il primo dipinto della Vergine in cielo fra San Rocco ed il Beato Agostino Casotti (nelle versioni successive furono aggiunti anche i santi Pietro e Basso); ai piedi il re Carlo II d'Angiò, in ginocchio, consegna alla Vergine le chiavi della città.
Dall'ottobre 1836 la città di Lucera fu raggiunta da una nuova calamità, il colera indiano. Numerose furono le vittime dell'epidemia, che raggiunse il suo culmine nell'estate del 1837; il popolo chiedeva a Santa Maria Patrona di aiutare anche questa volta la sua città e l'aiutò della Vergine non mancò. Difatti il 12 e il 13 luglio di quello stesso anno, l'icona trecentesca della Vergine, collocata in una delle cappelle laterali alla cattedrale, mosse gli occhi e cambiò il colore della pelle. A seguito di tale evento miracolo fu aperto un Processo Canonico nel 1838, di cui si occupò anche papa Gregorio XV e la Sacra Congregazione dei Riti, che non poté che constatare l'avvenuto evento inspiegabile e l'improvvisa guarigione dal colera e da altre infermità di molti fedeli. Venne proclamato il 13 luglio quale festa della Madonna del Colera. L'evento prodigioso si ripeté nel 1844, quando la città fu colpita da una violenta siccità. Cento anni dopo, nel 1937 a Lucera si svolse il Congresso eucaristico mariano, in ricordo di tale evento miracoloso, e successivamente la statua venne restaurata, perdendo l'incarnato bruno a favore di quello bianco.
Durante la seconda guerra mondiale, Lucera non fu mai bombardata e mai attaccata. Si racconta che gli aerei che dovevano bombardare la città non riuscirono ad individuarla a causa delle nubi e nel cielo i piloti raccontarono di aver visto l'icona di Santa Maria. I cittadini considerarono l'evento come fatto miracoloso attribuito all'intercessione di Santa Maria Patrona e riempirono la città di edicole votive con piccole riproduzioni dell'icona della Vergine, che ancora oggi sono visibile in tutto il borgo antico. Sono datate: Anno di guerra 1943.

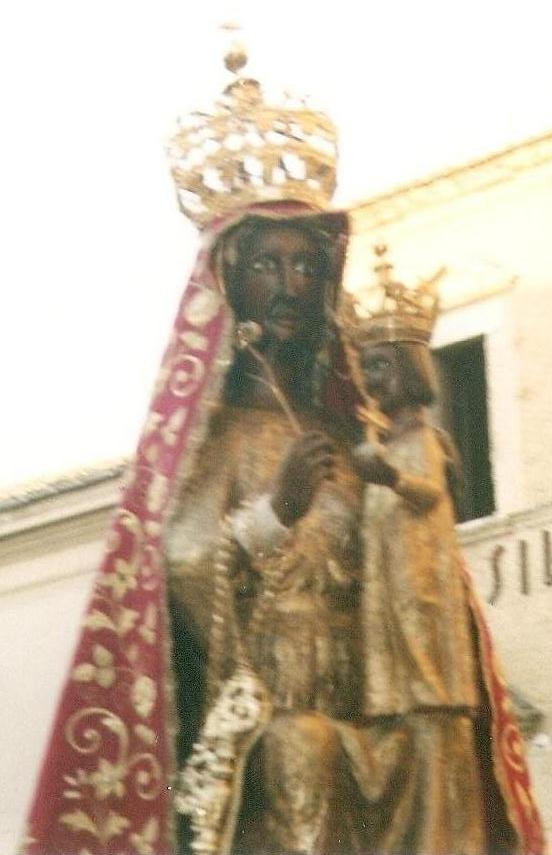
L'icona di Santa Maria Patrona di Lucera in processione il 25 settembre 2003

Il 25 marzo 1955 la Basilica Cattedrale è stata dichiarata "Santuario mariano diocesano di Santa Maria Patrona", da mons. Domenico Vendola, vescovo dell'allora diocesi di Lucera.
Nel 1960, grazie all'interessamento del vescovo Domenico Ventola, fu concessa nelle litanie mariane, l'aggiunta dell'invocazione Santa Maria Patrona Nostra, prega per noi. In quegli anni una nuova luce illuminò la città; Rosa Lamparelli riaccese il fervore intorno al vecchio convento di Santa Caterina, sostenendo di avere visioni della Vergine Maria tra il 1959 e il 1963.
Con l'istituzione del corteo storico del 1983, iniziò a Lucera la tradizione di rievocare ogni 14 agosto la consegna delle chiavi della città da parte di Carlo II d'Angiò all'icona della Vergine Maria.
Nel 1987 papa Giovanni Paolo II fece visita a Lucera per venerare il corpo di San Francesco Antonio Fasani, da lui canonizzato l'anno precedente e, colse l'occasione per rendere omaggio all'icona miracolosa di Santa Maria Patrona.
Nel 1999 la statua è stata sottoposta ad un restauro, che ha portato alla luce le vesti in oro zecchino e il colore bruno dei volti della Vergine e del Bambino.
Il 24 settembre 2003 la statua della Vergine è stata portata nella Città del Vaticano, dove nella Sala Nervi è stata incoronata con la triplice corona d'oro dal card. Angelo Sodano, in nome del papa San Giovanni Paolo II. Il giorno seguente è tornata a Lucera e, dopo una solenne processione, è stata riportata nel suo Duomo.
Il 18 maggio 2014 il nuovo parco giochi della Villa Comunale di Lucera viene intitolata a Santa Maria Patrona.
Per via dell'emergenza sanitaria di COVID-19, il 22 marzo 2020, alle ore 11:00, nella Cattedrale di Lucera, a porte chiuse, il vescovo mons. Giuseppe Giuliano ha professato l'atto di affidamento alla Patrona: "Preservaci, o Madre, dal virus micidiale che sta mortalmente contagiando intere fasce della popolazione mondiale. Ottienici, ti preghiamo, uomini e donne dedicati alla ricerca scientifica con disinteresse e competenza. Assicura loro, il successo per il loro impegno e le loro fatiche. Assisti e proteggi coloro che sono chiamati, negli ospedali e negli ambulatori, a soccorrere le sofferenze dei fratelli." Al termine della supplica, l'icona della Patrona è stata portata al portone centrale della Cattedrale, nella deserta Piazza Duomo, per la benedizione sulla città e sulla Diocesi, mentre suonavano le campane delle chiese dell'intera diocesi.

## Festa patronale

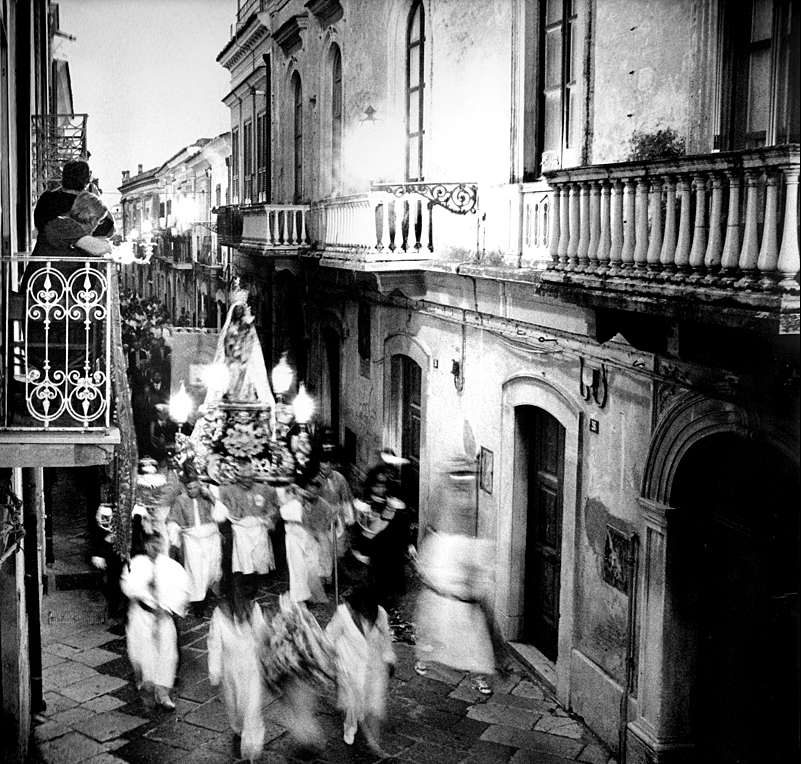
Processione di Santa Maria Patrona di Lucera del 16 agosto 2007

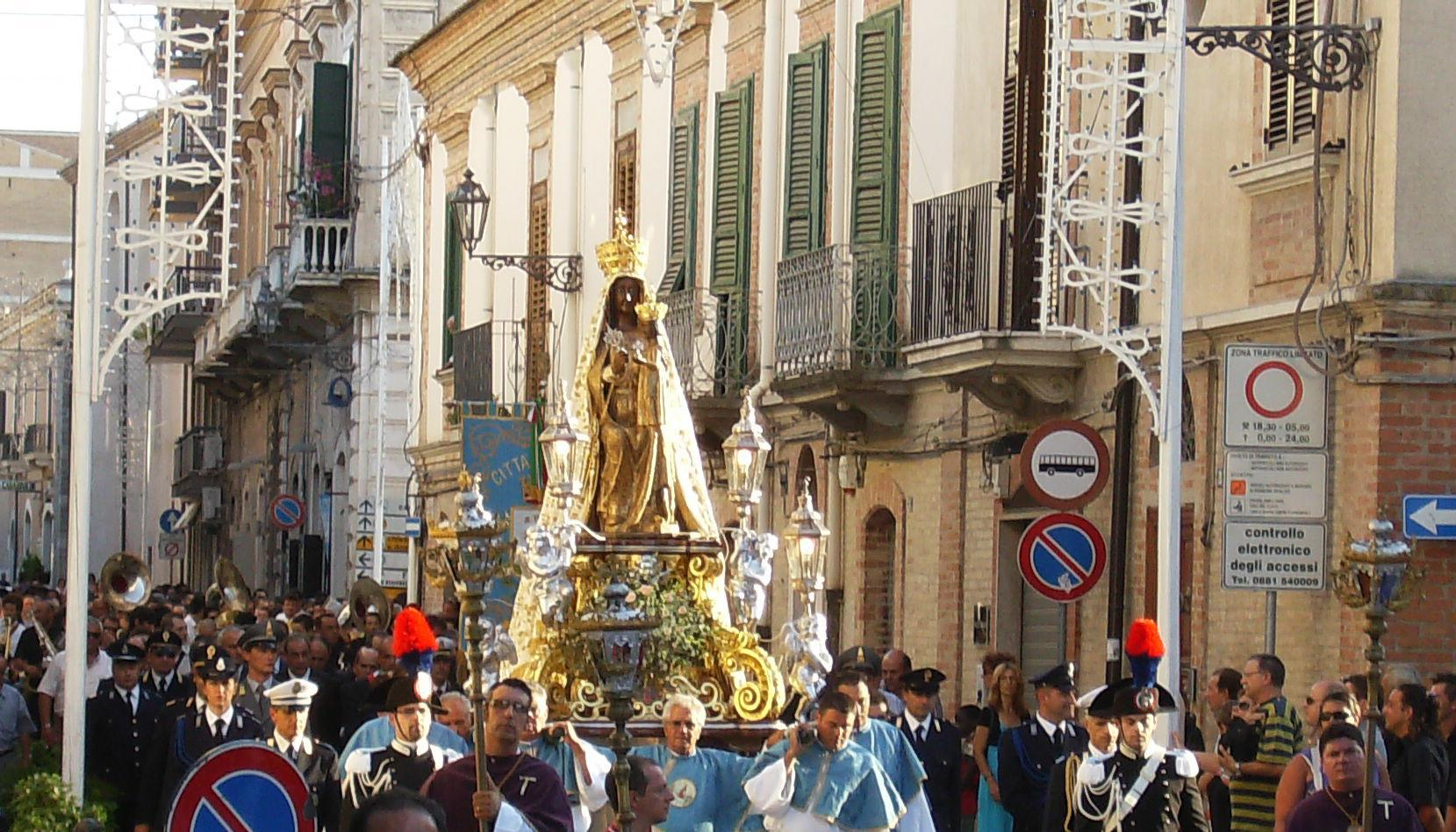
Processione in onore di Santa Maria Patrona di Lucera - 16 agosto 2009

Santa Maria Patrona viene festeggiata a Lucera nei tre giorni di feste patronali, conosciuti in Puglia anche col nominativo di feste di Agosto, nel cuore del ferragosto, ovvero il 14-15-16 agosto.
I festeggiamenti hanno origini antichissime, che si collegano alla conquista della città e alla distruzione della colonia saracena di Lūǧārah ad opera degli Angioini. Con l'istituzione del Corteo storico del 1983, iniziò a Lucera la tradizione di rievocare ogni 14 agosto il memorabile momento della consegna delle chiavi della città da parte di Carlo II d'Angiò all'icona della Vergine Maria, seguito dalla secolare processione in Piazza del Duomo e dal Torneo delle chiavi presso l'Anfiteatro Romano. La tradizione è stata modificata a fine anni Novanta: ora è il vescovo della città che, in cattedrale, dona le chiavi all'icona di Santa Maria Patrona, che viene successivamente portata in Piazza del Duomo per la storica processione; mentre attualmente il Torneo delle Chiavi e il corteo storico si svolgono il 12 e il 13 agosto.
Se giorno 15 è dedicato prevalentemente a funzioni religiose in Cattedrale in occasione della solennità dell'Assunta, il 16 agosto, festa del compatrono San Rocco, è da secoli caratterizzato dalla grande processione cittadina dell'icona della Patrona, che era imponente fino a metà del ‘900, con la presenza delle statue dei santi più venerati a Lucera, mentre ad oggi ha subito notevoli mutamenti e il simulacro della Vergine percorre da sola le vie della città, tranne in rare occasioni in cui è stata affiancata dal compatrono San Francesco Antonio Fasani. Suggestivo è l'arrivo dell'icona a Porta Foggia e il rientro in tarda sera in Piazza del Duomo. La festa prosegue nel segno della musica, con il tradizionale concerto di Piazza Matteotti, per poi concludersi con i tre spettacolari fuochi pirotecnici nei pressi dell'Anfiteatro Romano. Non mancano il Luna Park itinerante e le bancarelle.